# KylieFever2002: Live in Manchester
KylieFever2002: Live in Manchester là DVD trực tiếp được thu hình tại Manchester Arena ở Manchester, Anh vào ngày 4 tháng 5 năm 2002 trong khuôn khổ của tour lưu diễn KylieFever2002 của ca sĩ Kylie Minogue. DVD bao gồm buổi diễn dài 2 giờ, một đoạn phim hậu trường 30 phút, bản thu trực tiếp của "Cowboy Style", "Light Years"/"I Feel Love", "I Should Be So Lucky", và "Burning Up", cùng một tập ảnh. Phiên bản phát hành giới hạn đồng thời cũng được ra mắt, cùng khâu đóng gói khác hoàn toàn so với bản gốc cũng như kèm theo một đĩa CD cùng những màn trình diễn hay nhất của buổi diễn KylieFever2002. KylieFever2002: Live in Manchester đã vươn lên vị trí thứ 16 trên bảng xếp hạng Billboard's Top Music Video.

## Danh sách ca khúc
DVD
1. "Come into My World"
2. "Shocked"
3. "Love at First Sight"
4. "Fever"
5. "Spinning Around"
6. "The Crying Game Medley"
7. "GBI: German Bold Italic"
8. "Confide in Me"
9. "Cowboy Style"
10. "Kids"
11. "On a Night Like This"
12. "Locomotion"
13. "In Your Eyes"
14. "Limbo"
15. "Light Years"/"I Feel Love"
16. "I Should Be So Lucky"/"Dreams"
17. "Burning Up"
18. "Better the Devil You Know"
19. "Can't Get You Out of My Head"

CD tặng kèm
1. "Come into My World"
2. "Shocked"
3. "Love at First Sight"
4. "Fever"
5. "Spinning Around"
6. "The Crying Game Medley"
7. "Confide in Me"
8. "Cowboy Style"
9. "Kids"
10. "On a Night Like This"
11. "Locomotion"
12. "In Your Eyes"
13. "Better the Devil You Know"
14. "Can't Get You Out of My Head"